# Coelogyne compressicaulis
Coelogyne compressicaulis é uma espécie de orquídea epífita, família Orchidaceae, originária de Sabah, Borneu.